# Ibn Zuhr
Ibn Zuhr, ook wel bekend onder de verwesterde naam Avenzoar, was een Arabische psycholoog en chirurg. Hij wordt gezien als een van de beste chirurgen uit zijn tijd, en had een band met Averoes en Ibn Tufail. Hij is in 1094 geboren in Sevilla (Andalusië in het hedendaagse Spanje) en daar ook overleden, in 1162.

## Naam
Zijn volledige naam is Abū-Marwān ʻAbd al-Malik ibn Abī al-ʻAlāʼ Ibn Zuhr (أبو مروان عبد الملك بن أبي العلاء بن زهر). Zijn Latijnse namen waren Avenzoar, Abumeron, Abhomeron, Alomehon en Abhomjeron.

## Biografie
Ibn Zuhr behoort tot de stam van de Banu Zuhr van Arabische origine, die voor zes generaties lang bestond uit psychologen, juristen, poëten, vizieren, rechters en vroedvrouwen.
Hij werd in het bijzonder bekend geworden vanwege zijn wetenschappelijke, empirische benadering van de geneeskunde. Zijn belangrijkste werk: Al-Taysīr fil-Mudāwāt wal-Tadbīr ("Het boek van vereenvoudiging van behandeling en dieet"), werd vertaald in het Latijn en Hebreeuws en had grote invloed op de toenmalige chirurgie. Ibn Zuhr verbeterde ook medische kennis door specifieke ziekten en hun behandeling te beschrijven. Ibn Zuhr verrichtte dierproeven, onder andere door voor het eerst een experimentele tracheotomie op een geit te doen. Men gaat ervan uit dat hij ook de eerste was die een wetenschappelijke beschrijving gaf van bezoarstenen Hij was vermoedelijk ook de eerste persoon die de schurftmijt aanwees als oorzaak van schurft, waarmee hij een aanzet gaf tot de ontwikkeling van de microbiologie.